# Userkaf
Userkaf (helenizirano starogrško Ούσερχέρης, latinizirano: Userherês) je bil ustanovitelj Pete egipčanske dinastije in prvi faraon, ki je začel tradicijo gradnje sončnih templjev v Abusirju.  Vladal je od leta 2494 pr. n. št. do 2487 pr. n. št.  in zgradil Userkafov piramidni kompleks v Sakari, * ni znano, † 2487 pr. n. št.

## Družina
Userkaf bi lahko bil vnuk faraona Džedefreja in njegove hčerke Neferhetepes. Userkafov oče ni znan, mati pa bi lahko bila Kentkaus I., njegova žena preden je prišel na prestol.
Userkafove žene so imele podobna imena kot kraljica Neferhetepes, ki je bila mati faraona Sahureja. Userkaf bi lahko bil oče Neferirkare Kakaija, sina s Kentkaus I. 
Drugo, manj pogosto mnenje, ki je skladno z zgodbo na Westcarjevem papirusu, je, da sta bila prva vladarja Pete dinastije brata, sinova ženske z imenom Raddžedet. 
Userkafov naslednih Sahure je bil najverjetneje njegov sin. To trditev podpirata dejstvi, da so bili prvi štirje vladarji Pete dinastije v tesnem sorodstvu in da je bilo več uradnikov, ki so bili svečeniki posmrtnih kultov več faraonov:  
- Tepemankh je bil svečenik posmrtnega kulta Userkafa in Sahureja[9]
- Senuank, enako kot Tepemenkh[10]
- Pehenukai, svečenik Userkafovega posmrtnega kulta in Sahurejev in Neferirkarejev vezir[11]
- Nikaure, sodnik, dvorni uradnik in svečenik posmrtnega kulta Userkafa in Neferefreja[12]

## Vladanje

### Dolžina vladanja
Natančna dolžina Userkafovega vladanja ni znana. Po Torinskem seznamu kraljev je vladal sedem let, Publij Kornelij Scipion Afriški, ki se je skliceval na Manetona, pa  mu je pripisal 28 let dolgo vladavino.  Kamen iz Palerma opisuje leto tretjega štetja živine pod Userkafom. To bi ustrezalo šestemu letu njegovega vladanja, ker se je v Starem kraljestvu živina praviloma, vendar ne obvezno, štela vsako drugo leto. Analiza razpoložljivega časovnega prostora na Kamnu iz Palerma kaže, da Userkaf ni vladal več kot  12 do 14 let. Georges Daressy je v svoji primerjalni študiji fragmentov Kamna iz Palerma zaključil, da je Userkaf vladal približno deset let. Njegova ocena je zagotovo bolj točna od Manetonovih 28 let. V Userkafovem sončevem templju so odkrili pet omemb »leta petega štetje živine«, kar bi pomenilo, da je vladal približno deset let. Ker so napisi nepopolni in na njih ni faraonovega imena, bi se lahko nanašali tudi na Sahureja ali Neferirkareja

### Dejavnosti
Userkafov uradnik Nikaank je imel v svoji mastabi zapisan Userkafov kraljevski dekret, s katerim je  doniral in reformiral več kraljevih posesti v Srednjem Egiptu, da bi se s tem vzdrževal kult boginje Hator. Userkaf je domnevno začel graditi Montujev tempelj v Tod, kjer je najstarejši dokazan faraon.
V njegovem pogrebnem templju je opis več pomorskih odprav, ki bi lahko pomenile ponovno oživitev trgovanja med Egiptom in njegovimi sredozemskimi sosedi.

## Spomeniki

### Sončev tempelj
Userkafov nedvomno najbolj izviren spomenik je njegov sončev tempelj v Abu Gorabu.  Odkril ga je Richard Lepsius sredi 19. stoletja, preučeval Ludwig Borchardt na začetku 20. stoletja, izkopal pa Herbert Ricke leta 1954. Po zapisih v kraljevskih letopisih se je gradnja templja začela v petem  letu Userkafovega vladanja. Ob tej priložnosti je za vzdrževanje templja doniral 24 kraljevih posesti. Abu Gorab je izbral morda zaradi bližine Saheba, ki je v Westcarjevem papirusu na več mestih  omenjen kot kultno središče boga Raja. Userkafov sončni tempelj meri 44 x 83 m. Imenoval se je 
| ra · O48 | O25 |

Gradnja sončevega templja velja za premik od kulta vladarja, ki je prevladoval v zgodnji Četrti dinastiji, proti kultu boga sonca Raja. Faraon ni bil več bog, ampak je postal Rajev sin. Temu primerno se je spremenil tudi vladarjev posmrtni kult. 
V tem kontekstu je sončev tempelj, orientiran proti zahodu, postal mesto čaščenja zahajajočega, se pravi umirajočega  sonca  in postal del vladarjevega pokopališkega  kompleksa. Tempeljski kompleks ima veliko arhitekturnih elementov, značilnih za piramidne komplekse: sestavljen je iz visokega  templja, zgrajenega okoli velikega obeliska,  in pešpoti, ki vodi do pravokotnega dolinskega templja v bližini Nila. Dolinski tempelj ni orientiran po nobeni kardinalni točki, pešpot pa ni poravnana z osjo visokega templja, kar je zelo nenavadno. Stališče, da sta bila sončev tempelj in piramidni kompleks kljub temu dokaj podobna, potrjuje Abusirski papirus, ki pravi, da so bile kultne dejavnosti v sončevem templju zelo podobne tistim na vladarskih pokopaliških kompleksih. 
Nova ideologija o kraljevem dostojanstvu je trajala večino Pete dinastije, saj sta še šesti in sedmi Userafov naslednik gradila sončeve templje v Abusirju.

### Doprsni kip
V Userkafovem sončevem templju v Abusirju so odkrili njegov doprsni kip, ki je zdaj razstavljen v Egipčanskem muzeju v Kairu. Userkafova glava iz brusnika je visoka 45 cm. Kip se zdi še posebej pomemben, ker je eden od redkih kipov iz Starega kraljestva, na katerih faraon nosi rdečo krono (dešret) Spodnjega Egipta. Glavo so odkrili leta 1957. 
Drug Userkafov kip, ki je zdaj deponiran v Egipčanskem muzeju, so odkrili v njegovem piramidnem kompleksu v Sakari. Kip je ogromna glava iz rdečega asuanskega granita, pokrita z nemesom. 

### Piramidni kompleks
Userkaf je v nasprotju s svojim predhodnikom Šepseskafom v bližini Džoserjevega piramidnega kompleksa v Sakari zgradil svoj piramidni kompleks. Glede na to, da je kompleks videti zaključen, je verjetno vladal več kot sedem let, ki mu jih pripisuje Torinski seznam kraljev. 